# 玻甲鱼
玻甲鱼（学名：Centriscus scutatus），又名蝦魚、玻璃魚、甲香魚、刀片魚，为玻甲鱼科玻甲鱼属的鱼类，俗名甲香鱼。分布于东非、马达加斯加岛、红海、锡兰、马来亚、东印度群岛、菲律宾及澳洲以及东海、南海等海域。